# Dá pra Mim
"Dá pra Mim" é uma canção composta por Edgard Poças e gravada pela banda brasileira Polegar, lançada em 1989. É o primeiro single do álbum de estreia do grupo.

## Informações
"Dá pra Mim" é um pop rock que tem duração de três minutos e 29 segundos e é a versão em português da canção "Ámame Hasta Con los Dientes" do grupo musical mexicano Timbiriche, escrita por Memo Méndez Guiu. É a primeira de treze canções de Timbiriche que Polegar regrava. A canção foi responsável pelo álbum do grupo chegar a quase 1 milhão de cópias vendidas.

## Videoclipes
O grupo gravou dois videoclipes da canção. A primeira foi feita em um cruzeiro, sendo introduzida pelo apresentador e empresário do grupo, Gugu Liberato, durante o seu programa Viva a Noite. O segundo foi gravado em Campos do Jordão.

## Interpretações ao vivo
Polegar interpretou a canção durante suas várias participações nos programas Viva a Noite, Corrida Maluca e Domingão do Faustão da Rede Globo, entre 1989 e 1990. Em 2011, o ex-integrante Alex Gill interpretou a canção durante o programa Qual É o Seu Talento?. Em 2014, com o retorno do grupo, Polegar interpretou a canção nos programas Legendários, Super Pop, Domingo Show e Agora É Tarde.

## Formato e duração
- 12" single, airplay, gravação promocional

1. "Dá pra Mim (Ámame Hasta Con los Dientes)" – 3:29